# Ель-Аламейн
Ель-Аламейн (араб. العلمين) — місто на півночі Єгипту, морський порт на узбережжі Середземного моря. Місто розташоване на відстані 106 км від Александрії та 240 кілометрів від Каїра. За станом на 2007 рік населення становило 7 397 чоловік.
Восени 1942 року біля міста відбулася Друга битва за Ель-Аламейн, де британські війська отримали перемогу над силами Осі. Ця поразка стала ключовим моментом у Північно-Африканській кампанії італійсько-німецьких військ.

## Клімат
Місто знаходиться у зоні, котра характеризується кліматом тропічних пустель. Найтепліший місяць — серпень із середньою температурою 26.1 °C (79 °F). Найхолодніший місяць — січень, із середньою температурою 12.9 °С (55.2 °F).
| Клімат Ель-Аламейна     | Клімат Ель-Аламейна | Клімат Ель-Аламейна | Клімат Ель-Аламейна | Клімат Ель-Аламейна | Клімат Ель-Аламейна | Клімат Ель-Аламейна | Клімат Ель-Аламейна | Клімат Ель-Аламейна | Клімат Ель-Аламейна | Клімат Ель-Аламейна | Клімат Ель-Аламейна | Клімат Ель-Аламейна | Клімат Ель-Аламейна |
| Показник                | Січ.                | Лют.                | Бер.                | Квіт.               | Трав.               | Черв.               | Лип.                | Серп.               | Вер.                | Жовт.               | Лист.               | Груд.               | Рік                 |
| Середня температура, °C | 12,9                | 13,6                | 15,4                | 18,6                | 21,1                | 24,2                | 25,8                | 26,1                | 24,7                | 22                  | 18,2                | 14,5                | 19,8                |
| Норма опадів, мм        | 37                  | 18.3                | 9                   | 2.9                 | 1.2                 | 0.3                 | 0                   | 0.2                 | 1                   | 10.1                | 19.8                | 35.8                | 135.6               |
| Днів з опадами          | 7,5                 | 6,5                 | 3,8                 | 1,5                 | 0,8                 | 0,1                 | 0,1                 | 0,1                 | 0,4                 | 2                   | 3,5                 | 6,6                 | 32,9                |
| Вологість повітря, %    | 66.3                | 63.9                | 64.2                | 60.8                | 62                  | 63.4                | 66.5                | 66.9                | 64.5                | 64.5                | 64.6                | 64.7                | 64.4                |
| ----------------------- | ------------------- | ------------------- | ------------------- | ------------------- | ------------------- | ------------------- | ------------------- | ------------------- | ------------------- | ------------------- | ------------------- | ------------------- | ------------------- |
| Джерело: Weatherbase    |                     |                     |                     |                     |                     |                     |                     |                     |                     |                     |                     |                     |                     |

## Галерея

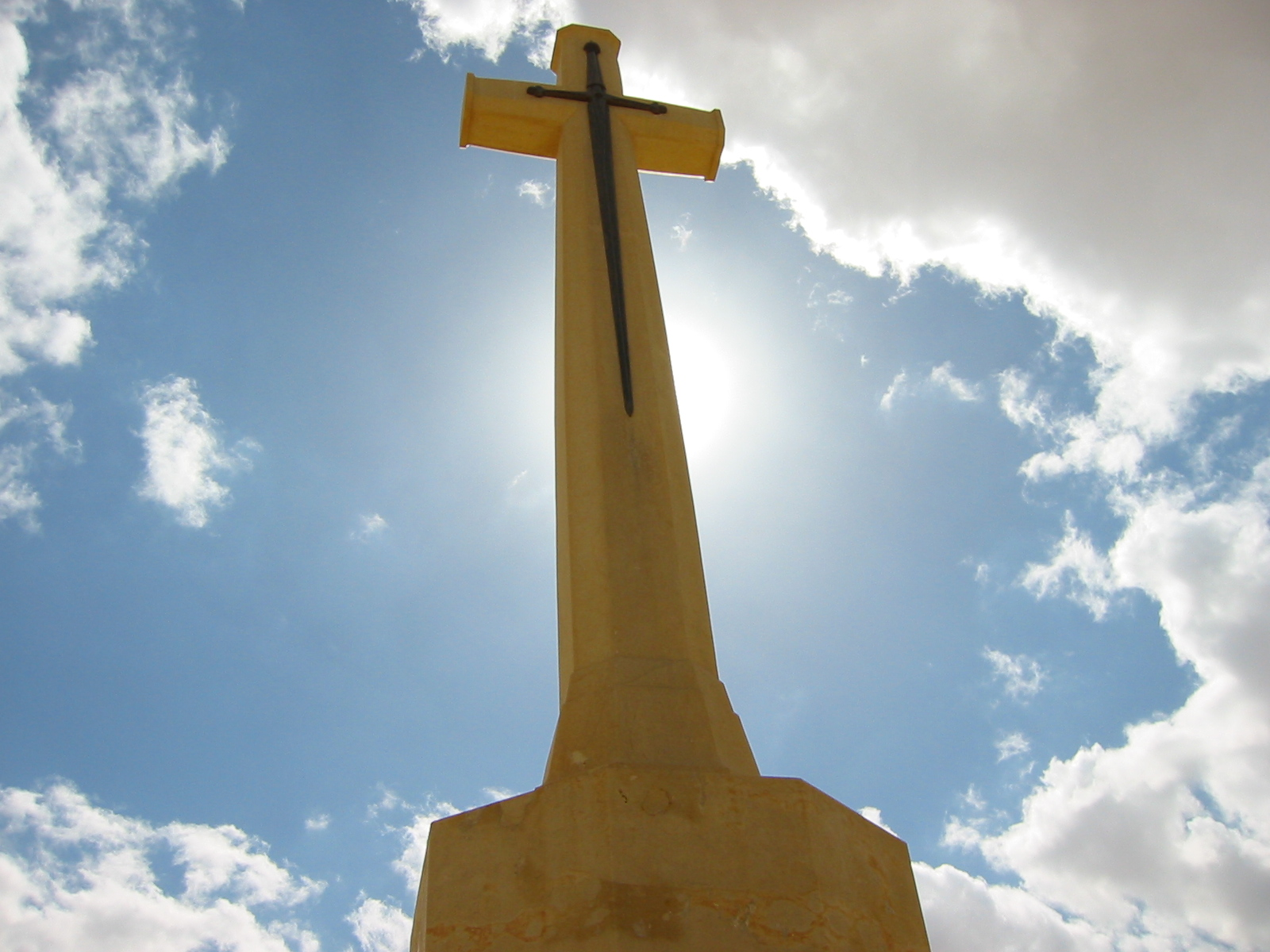
Хрест жертв, Ель-Аламейнське кладовище союзників
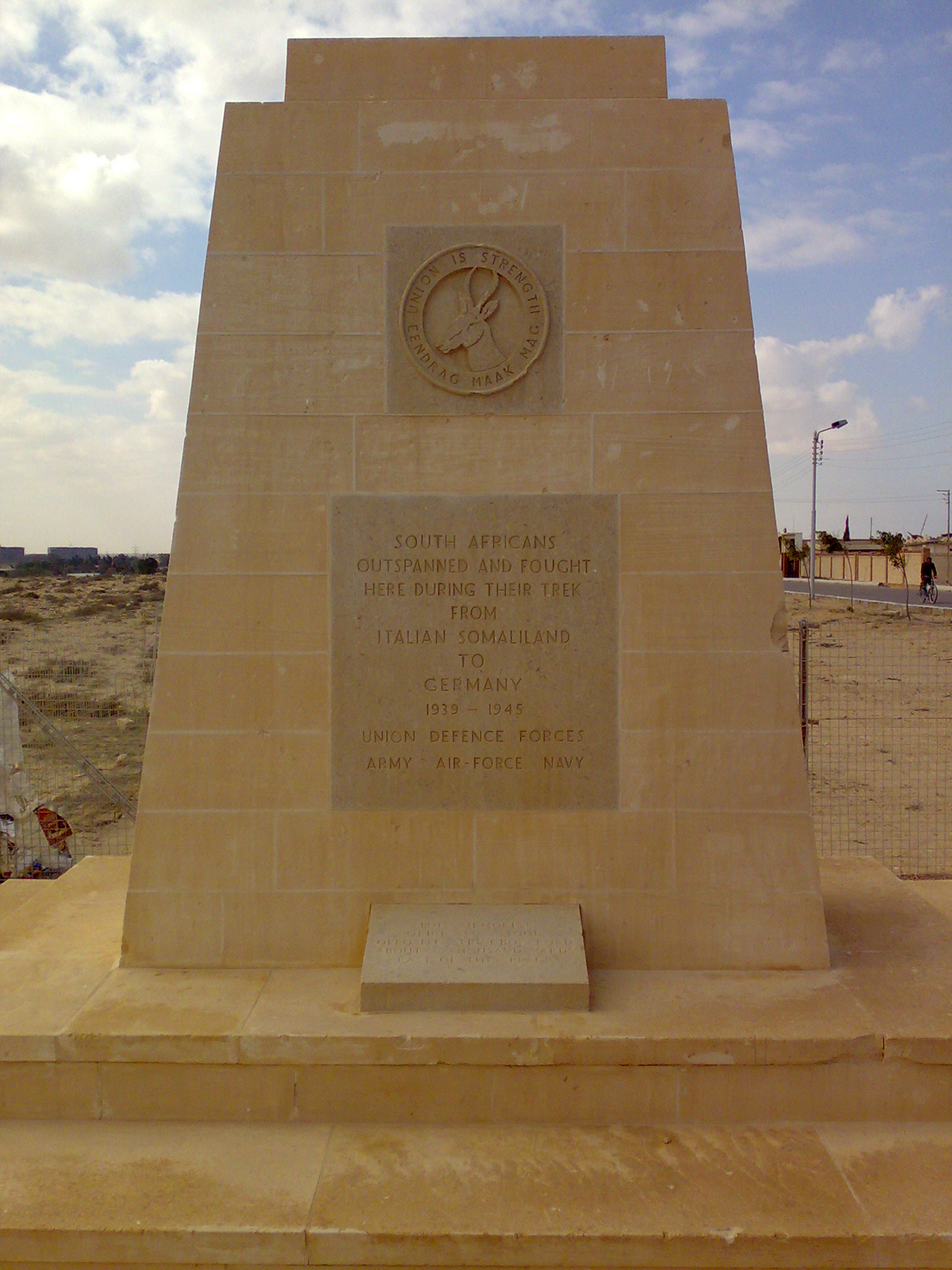
Південно-Африканський меморіал на Ель-Аламейнському кладовищі союзників
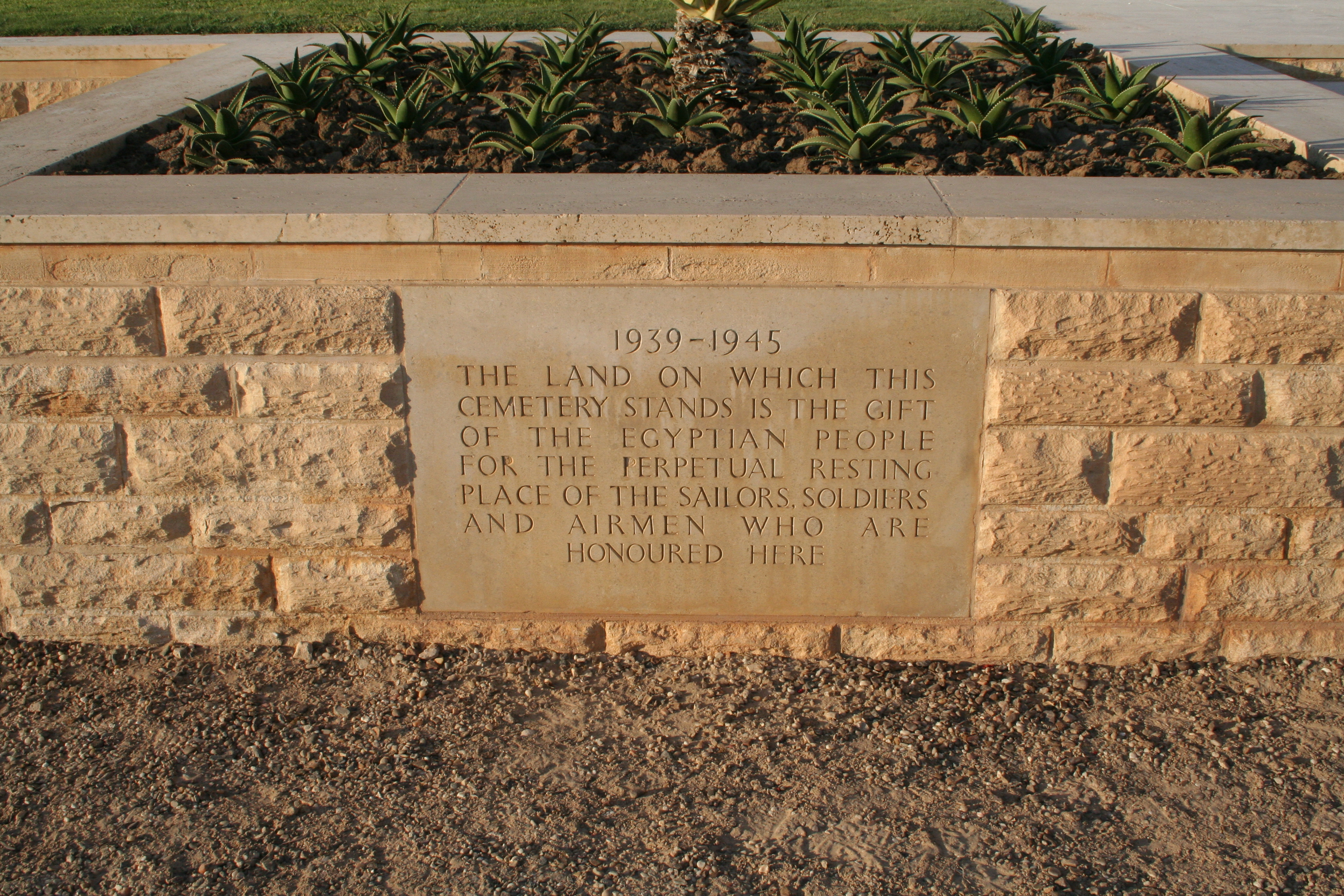
Ель-Аламейнське кладовище союзників
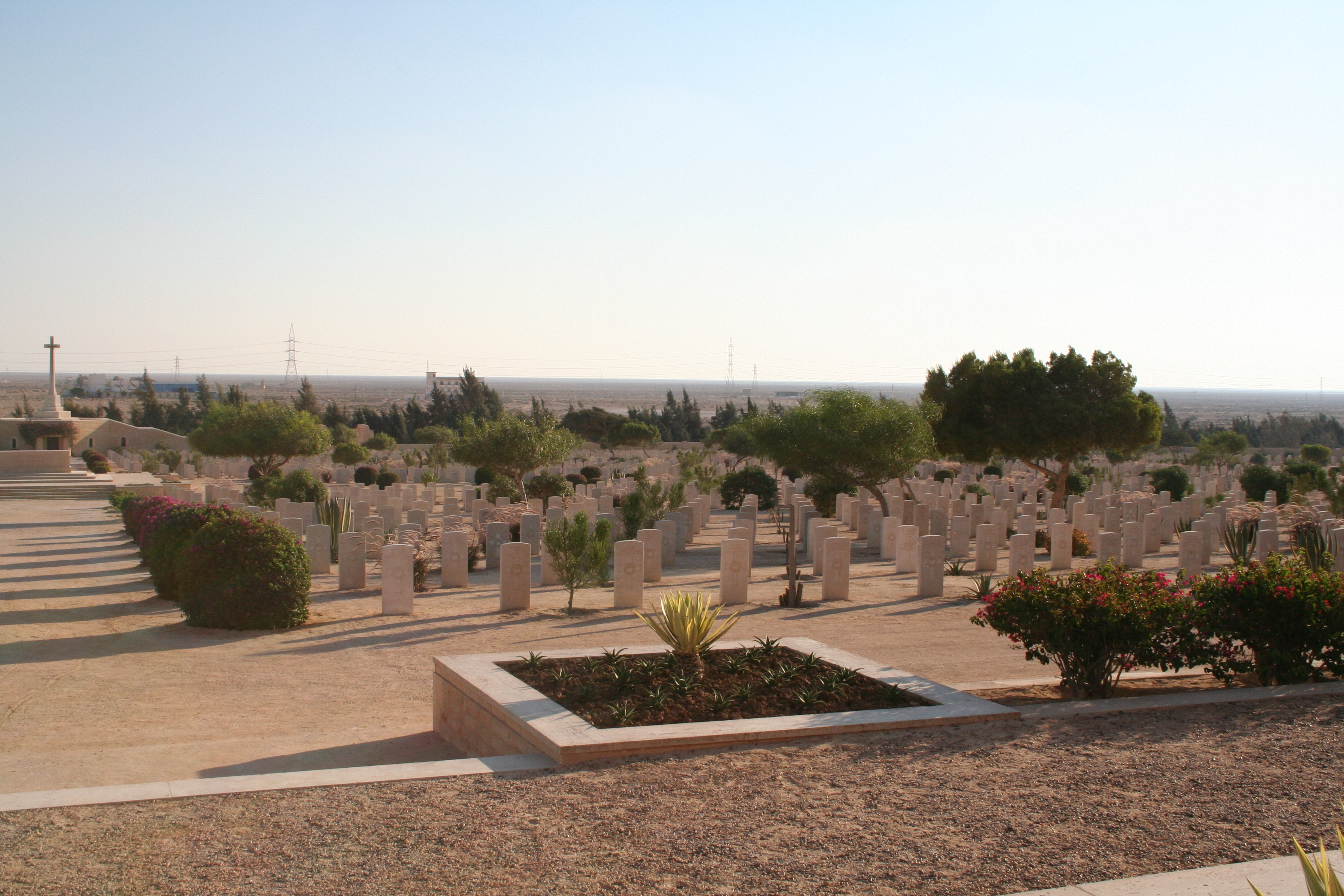
Ель-Аламейнське кладовище союзників
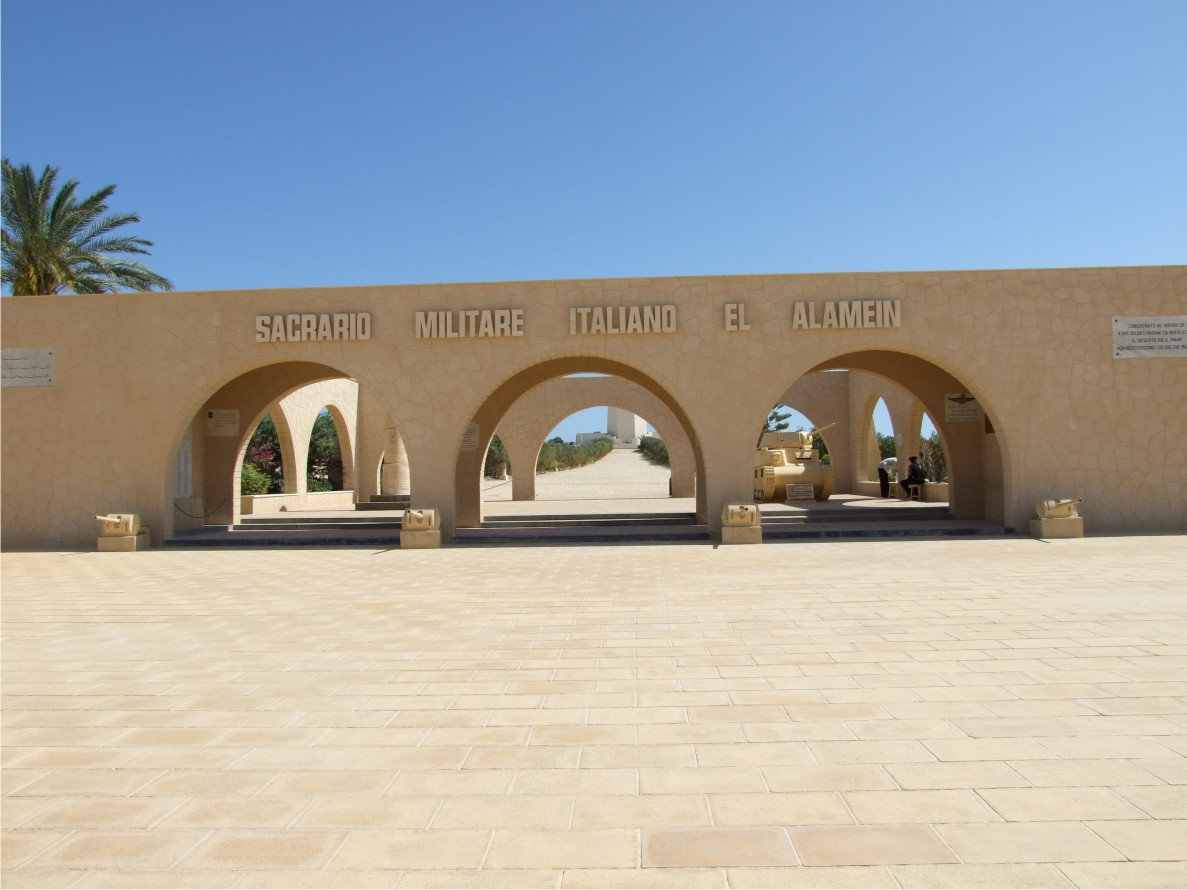
Ель-Аламейнське кладовище італійців
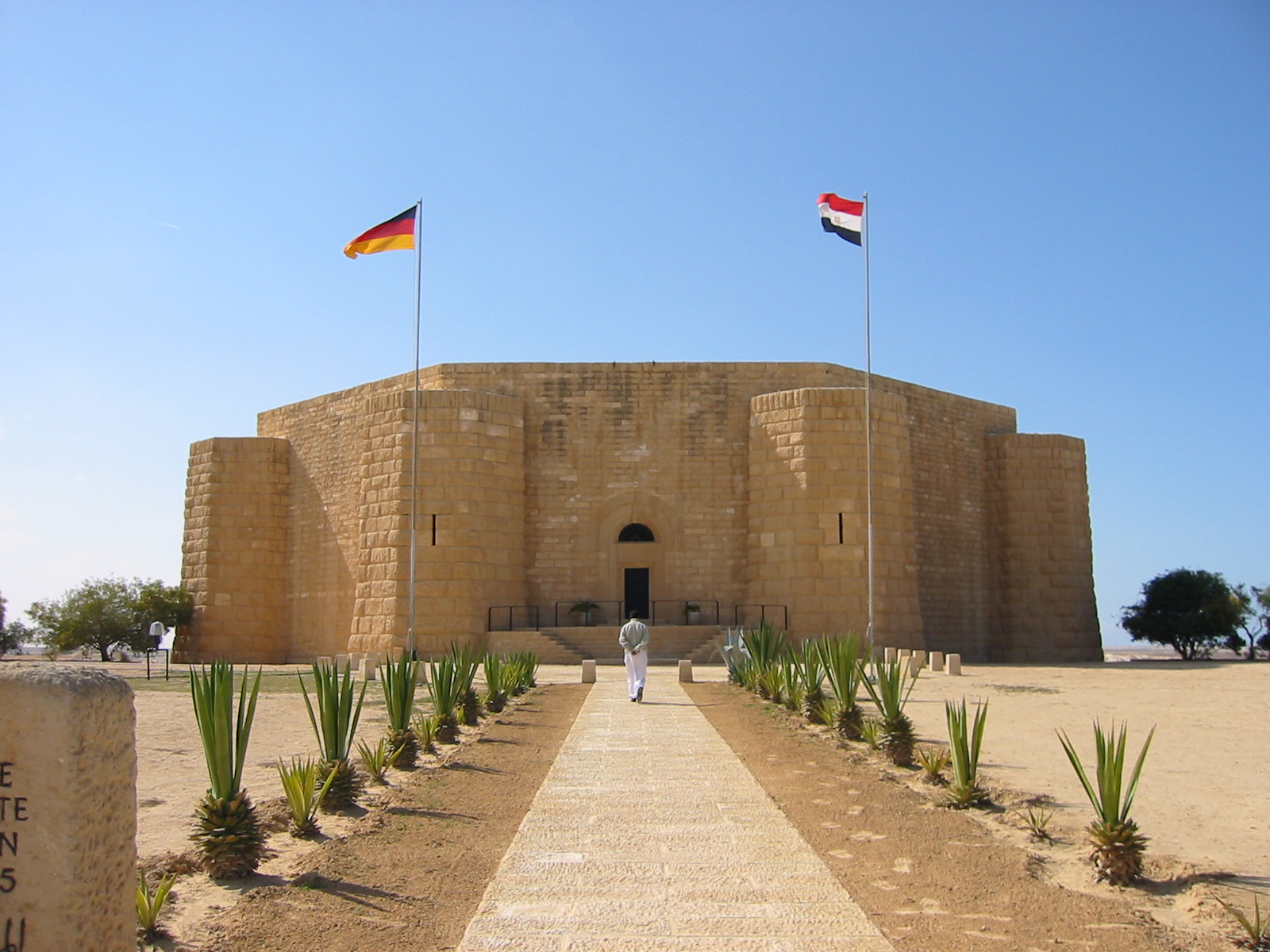
Німецький меморіал в Ель-Аламейні
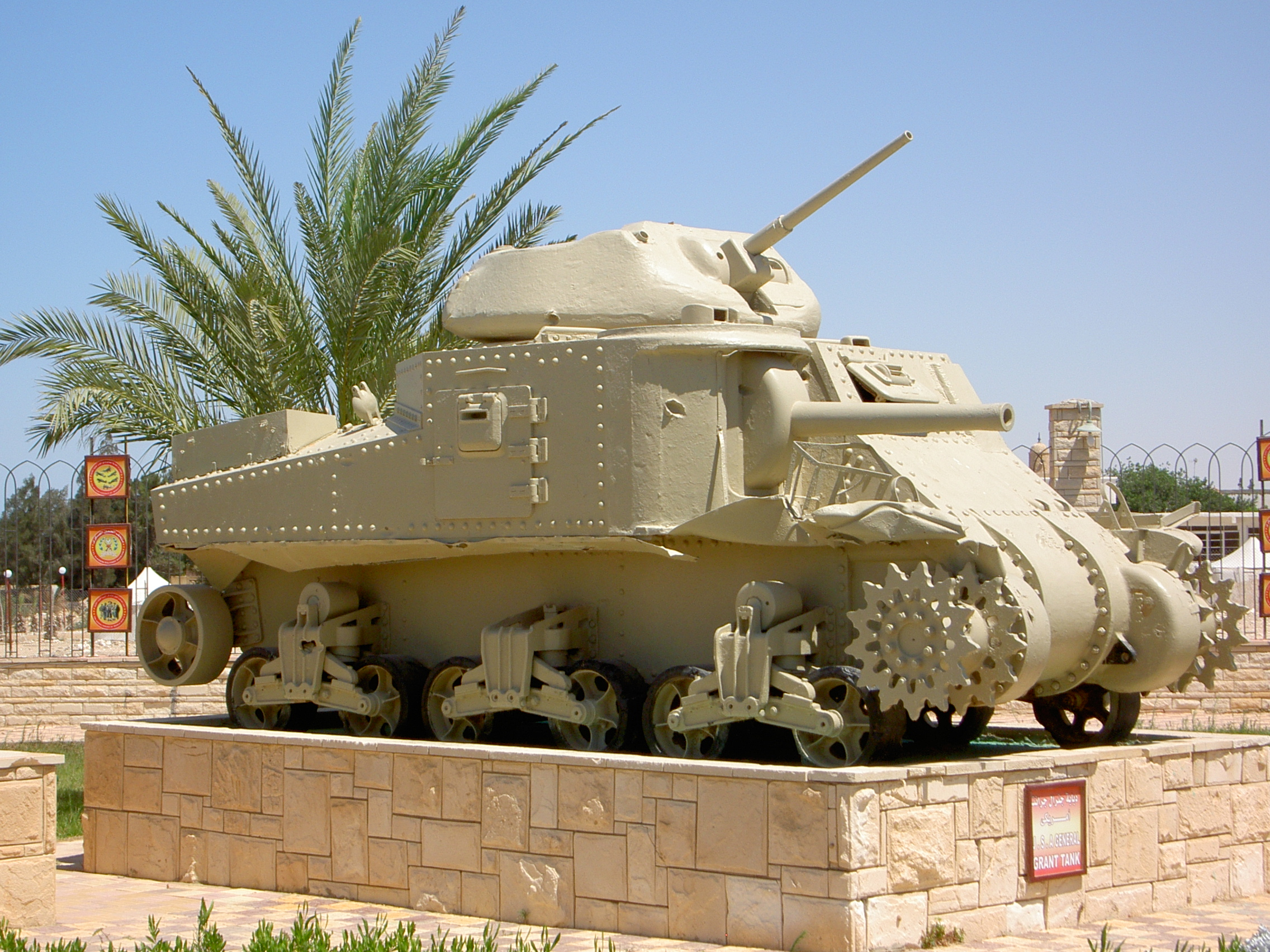
Танк M3 «Грант» в музеї битви при Ель-Аламейні

## Відео
- Marsa Matrouh — Egypt [Архівовано 27 липня 2013 у Wayback Machine.]